# U Báby – U Lomu
U Báby – U Lomu je přírodní památka dva kilometry severozápadně od vsi Žihle v okrese Plzeň-sever. Lokalitu spravuje AOPK Plzeň.

## Předmět ochrany
Důvodem ochrany je skupina žulových balvanů. Chráněné území v nadmořské výšce 530–594 metrů je rozděleno na dvě plochy. V první části se nacházejí velké balvany nazývané Bába a Dědek. Vznikly bochníkovitým zvětráváním a rozpadem hrubozrnné biotické žuly tiského masivu nad sousední Žihelskou brázdou, vyplněnou měkkými permokarbonskými usazeninami. Rozdíl v odolnosti hornin byl příčinou eroze, která dala vzniknout zajímavým geomorfologickým útvarům, mezi kterými obří balvany vynikají. Druhá část U Lomu leží 1 km západněji a je tvořena skupinou menších balvanů, vytvářející malé skalní město Viklany, nazvané podle skalních útvarů v jádru tohoto uskupení. Jejich původ je obdobný jako u Báby a Dědka.
Přírodní památka je přístupná po žlutě značené turistické trase, která vede od žihelského nádraží k Novému Dvoru.